# Tourisme en Ossétie du Sud
Le tourisme en Ossétie du Sud est marqué par le conflit avec la Géorgie. En théorie, la législation géorgienne interdit aux étrangers d'entrer dans le territoire occupé sans autorisation.

## Rappel  historique
L'Ossétie du Sud-Alanie pour les Ossètes, région de Tskhinvali pour les Géorgiens, constitue une part de l'ancienne Colchide. Après deux guerres (1991 et 2008), l'Ossétie a autoproclamé son indépendance et s'est vue reconnaître par un nombre limité de pays dont la fédération de Russie : elle partage avec cette dernière une frontière commune (république d'Ossétie du Nord) et abrite désormais des bases militaires russes. La délimitation avec le reste de la Géorgie fait l'objet d'un conflit gelé et est infranchissable par les touristes. 

## Patrimoine architectural
L'Ossétie du Sud est composée de 4 districts, Tskhinvali, recouvrant la ville autonome de Tskhinvali et une partie du district de Gori, Dzau, réunissant l'ancien district de Djava, une partie des anciens districts d'Oni et de Satchkhere, Znaur, constitué d'une partie de l'ancien district de Kareli, Leningor, constitué de l'ancien district d'Akhalgori.
- haute vallée de la Liakhvi : Nikosi, Ninia (Dzha), Remulto,
- vallée de la petite Liakhvi : Eredvi (église), Ksuisi (église), Vanati (église, forteresse), Beloti (église), Teladzhini (forteresse),
- vallée d'Abisi : Abisi (château), Ltsa, Bredza, Znaouri (ka), Kvemo Dzaghina, Kornissi (ka), Atotsi (église Saint-Georges), Malda,
- vallée de Dirbi (ka) : Tsveri, Breti, Dirbi (monastère de la Mère, église Saint-Georges), Dvani,
- vallée de la Medjida : Didi-Medzvrishkhevi, Biyeti (église), sanctuaire Usuanet, Temple de Suparkisi, Sidani, Ghromi, Bikari (église).

## Position de la France
Le ministère français des Affaires étrangères déconseille formellement les déplacements de citoyens français à l'intérieur de l'Ossétie du Sud — quelle qu'en soit la frontière d'entrée —, leur sécurité n'étant pas assurée et les contacts nécessaires avec les autorités locales étant impossibles en cas de problème. 